# Seconde bataille de Sebha
Pour les articles homonymes, voir Bataille de Sebha.
Guerre civile libyenne
Batailles
- 1re Benghazi
- El Beïda
- Derna
- 1re Tripoli
- Misrata
- 1re Zaouïa
- Djebel Nefoussa (1re Dehiba
- 2e Dehiba
- Gharyan)
- 1re Brega
- 1re Ras Lanouf
- 1re Ben Jawad
- 2e Ras Lanouf
- 2e Brega
- 1re Ajdabiya
- 2e Benghazi
- 2e Ajdabiya
- 1re golfe de Syrte
- 3e Brega
- Al Jawf
- Front de Misrata (Zliten
- Tawarga
- 2e Zaouïa
- 4e Brega
- Fezzan
- Birak)
- 5e Brega
- 3e Zaouïa
- 2e Tripoli
- 2e Sebha
- 2e golfe de Syrte (Syrte)
- Offensive de Bani Walid (Tarhounah - Bani Walid)

- Intervention militaire de l’OTAN
- Opération Ellamy (Royaume-Uni)
- Opération Harmattan (France)
- Opération Odyssey Dawn (États-Unis)
- Opération Mobile (Canada)

La seconde bataille de Sebha est une bataille de la guerre civile libyenne qui a lieu dans la ville de Sebha depuis le 23 août 2011. Il s'agit d'une offensive des forces insurgées destinée à prendre le contrôle de Sebha et ses alentours contre les forces restées fidèles à Mouammar Kadhafi.

## Premiers combats
Plusieurs mois après les affrontements de la première bataille de Sebha dans la capitale du Fezzan, de nouveaux affrontements ont lieu entre les pro-Kadhafi et pro-CNT le 23 août.
Le 28 août, trois combattants pro-CNT sont tués dans les combats. Le même jour des renforts loyalistes arrivent à Sebha.

## Siège de la ville
Le 4 septembre, les forces pro-CNT affirment avoir assiégé Sebha. Les pro-CNT ont également lancé un ultimatum d'une semaine pour se rendre.
Le 11 septembre après l'expiration de l'ultimatum, des combats ont lieu entre pro-CNT et pro-Kadhafi,.
Les pro-Kadhafi ont mis en place une forte résistance, qui bloque les offensives des rebelles sur la ville.
Bien que les combats se poursuivent, les loyalistes ont toujours le contrôle de la ville.
Le gouvernement britannique affirme avoir mené une série de frappes aériennes sur des cibles loyalistes dans et autour de Sebha, détruisant deux véhicules blindés et six chars,.